# Oestromyia koslovi
Oestromyia koslovi är en tvåvingeart som beskrevs av Josef Aloizievitsch Portschinsky 1902. Oestromyia koslovi ingår i släktet Oestromyia och familjen styngflugor. Inga underarter finns listade i Catalogue of Life.